# Mei Nagano
Mei Nagano (永野 芽郁, Nagano Mei, Tóquio, 24 de setembro de 1999), é uma atriz e modelo japonesa.

## Filmografia
| Ano  | Título original                    | Título em português | Papel            | Notas |
| 2009 | Hard Revenge Milly – Bloody Battle |                     |                  |       |
| 2010 | Zebraman 2: Attack on Zebra City   |                     | Sumire           | [ 2 ] |
| 2010 | Watashi no yasashikunai senpai     |                     | Yamako Iriomote  | [ 2 ] |
| 2012 | Rurouni Kenshin                    |                     | Sanjō Tsubame    | [ 2 ] |
| 2014 | gachiban Ultra Max                 |                     | Seira            | [ 2 ] |
| 2015 | Tsukuroi Tatsu Hito                |                     | Mari             | [ 2 ] |
| 2015 | Ore Monogatari!!                   |                     | Rinko Yamato     | [ 2 ] |
| 2017 | Peach Girl                         |                     | Sae Kashiwagi    | [ 2 ] |
| 2017 | Hirunaka no Ryūsei                 |                     | Suzume Yosano    | [ 2 ] |
| 2017 | Teiichi's Country                  |                     | Mimiko Shiratori | [ 2 ] |
| 2017 | Parks                              |                     | Haru             | [ 2 ] |
| 2017 | Mix                                |                     | Airi Ogasawara   | [ 2 ] |